# Силавенго
Силавенго (итал. Sillavengo) је насеље у Италији у округу Новара, региону Пијемонт.
Према процени из 2011. у насељу је живело 449 становника. Насеље се налази на надморској висини од 195 м.

## Становништво
Према резултатима пописа становништва 2011. у општини је живело 595 становника.
| 1931. | 1936. | 1951. | 1961. | 1971. | 1981. | 1991. | 2001. | 2011. |
| ----- | ----- | ----- | ----- | ----- | ----- | ----- | ----- | ----- |
| 1.163 | 1.137 | 964   | 853   | 724   | 653   | 588   | 567   | 595   |